# Идеальная няня
«Идеальная няня» (фр. Chanson douce, англ. Perfect Nanny) — психологический триллер режиссёра Люси Борлето. Экранизация одноименного романа-бестселлера писательницы Лейлы Слимани, основанного на реальных событиях, произошедших в 2012 году. Главные роли в фильме исполнили Лейла Бехти, Карин Виар и Антуан Рейнартц.
Премьера состоялась на международном кинофестивале в Монпелье. Он вышел в прокат во Франции 27 ноября 2019 года, в России — 30 января 2020 года.

## Сюжет
Париж. Наши дни. Когда Мириам, в прошлом — юрист, а ныне — мать двоих детей, решает вновь выйти на работу, они с мужем Полем берутся за поиски няни. После многочисленных собеседований пара, наконец, знакомится с Луизой, которая быстро завоевывает любовь детей и постепенно становится центральной фигурой в доме своих новых работодателей. Но их взаимозависимость — это опасная ловушка….

## В ролях
- Лейла Бехти — Мириам
- Карин Виар — Луиза
- Антуан Рейнартц — Поль
- Мартин Шевалье

## Маркетинг
Оригинальный трейлер картины был опубликован в интернете компанией StudioCanal 3 октября 2019 года, его локализованная версия появилась в сети 11 ноября.

## Критика
Сравнивая фильм с исходной книгой Слимани, «Российская газета» отмечает: «Экранизация следует тексту довольно близко, но избирательно. Половина текста просто выдрана, причем это в основном те места, где излагается важный контекст — предыстория персонажа. И этот контекст необходим для понимания того, почему Луиза сходит с ума».